# Xoliswa Sithole
Pour les articles homonymes, voir Sithole.
Xoliswa Sithole, née en 1967, est une actrice sud-africaine et documentariste. Elle remporte un BAFTA en 2005, pour son documentaire The Orphans of Nkandla, puis un prix Peabody en 2010, pour son documentaire Zimbabwe's Forgotten Children.

## Biographie
Xoliswa Sithole naît en Afrique du Sud et vit au Zimbabwe après 1970. Sa mère meurt de complications liées au sida en 1995, un cousin de son beau-père, Ndabaningi Sithole, est l'un des fondateurs du Zimbabwe African National Union (ZANU) et son cousin, Edison Sithole (1935-1975), avocat défenseur des droits de l'homme et activiste politique, a été assassiné. Elle obtient un diplôme d'anglais de l'université du Zimbabwe en 1987. 
En tant que documentariste, Xoliswa Sithole réalise Shouting Silent (2002, 2011), un film sur l'expérience de sa propre famille avec le sida,. Elle réalise le film Zimbabwe's Forgotten Children en 2010. Ce film remporte le prix Peabody la même année. Elle est productrice associée du film The Orphans of Nkandla (2004), devenant la première femme sud-africaine à remporter, en 2005, un prix BAFTA. Ses films sont sélectionnés dans l'African Film Festival de New York, et dans d'autres festivals internationaux. En 1999, elle représente l'Afrique du Sud au Festival de Cannes. 
Sithole a produit South Africa from Triumph to Transition et Mandela pour CNN, ainsi que la série Real Lives pour la télévision sud-africaine. Ses autres projets cinématographiques et télévisés sont Child of the Revolution (2005-2015), The First South African, Return to Zimbabwe, Martine et Thandeka (2009), The Lost Girls , et The Fall (2016).  « Je n'ai qu'un désir dans la vie, un seul objectif : créer des images qui changent le monde », a-t-elle déclaré à l'intervieweuse Audrey McCluskey
Sithole joue notamment dans les films Cry Freedom (1987), Mandela (1987, télévision), Fools et Chikin Biznis.

## Prix et distinctions
- 2005 : BAFTA pour son documentaire The Orphans of Nkandla
- 2010 : prix Peabody pour Zimbabwe's Forgotten Children